# Viva Villa!
Viva Villa!  es una película estadounidense de 1934 dirigida por Jack Conway y protagonizada por Wallace Beery como el revolucionario mexicano Pancho Villa. El guion fue escrito por Ben Hecht, adaptado del libro Viva Villa! por Edgecumb Pinchon y OB Stade. La película fue filmada en México y producida por David O. Selznick.

## Sinopsis
Después de matar a un supervisor en venganza por la muerte de su padre, el joven Villa conquista unas colinas. Por otro lado, en 1910, traba amistad con el reportero estadolunidense Johnny Sykes.

## Reparto
- Wallace Beery: Pancho Villa.
- Leo Carrillo: Sierra.
- Fay Wray: Teresa.
- Donald Cook: Don Felipe de Castillo.
- Stuart Erwin: Jonny Sykes.
- Henry B. Walthall: Francisco I. Madero.
- Joseph Schildkraut: el Gen. Pascal.
- Katherine De Mille (como Katherine de Mille): Rosita Morales.
- George E. Stone: Emilio Chavito.
- Phillip Cooper: Pancho Villa de niño.
- David Durand: el otro Niño.
- Frank Puglia: el Padre de Pancho Villa.
- Ralph Bushman: Wallace Calloway.
- Adrian Rosley: Alfonso Mendoza.
- Henry Armetta: Alfredo Mendoza.

## Taquilla
La película recaudó un total (nacional y extranjero) de $ 1,875,000: $ 941,000 de los Estados Unidos y Canadá y $ 934,000 en otros lugares. Obtuvo una ganancia de $ 87,000.

## Premios y nominaciones
- 1934: Premios Oscar: Mejor asistente a dirección (John Waters). 4 nominaciones.[2]
- 1934: National Board of Review: Top mejores películas del año.
- 1934: Festival de Venecia: mejor actor (Wallace Beery). Nominada a Copa Mussolini.